# Karabinek MPi AK-74N
MPi AK-74N – produkowana w Niemieckiej Republice Demokratycznej wersja licencyjna karabinka AK-74.
W 1958 w NRD rozpoczęto produkcję licencyjną karabinka AK. Producentem karabinków oznaczonych jako MPi-K zostały zakłady VEB Fahrzeug und Waffenfabrik „Ernst Thälmann”. Już w 1961 MPi-K został zastąpiony na liniach produkcyjnych przez licencyjną wersję karabinka AKM oznaczoną jako MPi-KM. W 1972 rozpoczęto produkcję zmodernizowanej wersji MPi-KM 72, ale pod koniec lat 70. XX wieku stało się jasne, że istnieje potrzeba zastąpienia MPi-KM nową konstrukcją.
W 1981 NRD zakupił licencję na produkcję radzieckiego AK-74. Po otrzymaniu dokumentacji zdecydowano się na wprowadzenie w tej broni kilku zmian i w rezultacie powstał karabinek wprowadzony do uzbrojenia jako MPi AK-74N. Zmiany wprowadzone w stosunku do AK-74 miały głównie umożliwić wykorzystanie oprzyrządowania stosowanego do produkcji MPi-KM. MPi AK-74N został wyposażony w kolbę i łoże wykonane z szaroniebieskiego (rzadziej ciemnobrązowego) tworzywa sztucznego. Kolba miała charakterystyczną, kropkowaną fakturę. Wersja z kolbą składaną oznaczona jako MPi AKS-74N otrzymała prętową kolbę składaną na bok komory zamkowej. Opracowano także karabinek MPi AK-74NK różniący się od MPi AKS-74N zastosowaniem krótszej lufy.
Karabinki MPi AK-74N były dostarczane wschodnioniemieckiej armii i policji od 1982. Ich produkcję wstrzymano w 1990, po zjednoczeniu Niemiec.

## Opis
MPi AK-74N jest bronią samoczynno-samopowtarzalną. Automatyka broni działa na zasadzie odprowadzania gazów prochowych z długim skokiem tłoka gazowego. Zamek ryglowany przez obrót (2 rygle). Rękojeść przeładowania po prawej stronie broni, związana z suwadłem. Mechanizm spustowy z przełącznikiem rodzaju ognia. Skrzydełko bezpiecznika/przełącznika rodzaju ognia po prawej stronie komory zamkowej w pozycji zabezpieczonej zasłania wycięcie, w którym porusza się rękojeść przeładowania. Magazynki 30 nabojowe, wymienne z AK-74. Kolba stała (MPi AK-74N) lub składana (MPi AKS-74N i MPi AKS-74NK). Przyrządy celownicze mechaniczne, składają się z muszki i celownika krzywkowego.